# Ibidionidum
Ibidionidum is een kevergeslacht uit de familie van de boktorren (Cerambycidae). De wetenschappelijke naam van het geslacht werd voor het eerst geldig gepubliceerd in 1894 door Gahan.

## Soorten
Ibidionidum omvat de volgende soorten:
- Ibidionidum rouyeri Pic, 1951
- Ibidionidum corbetti Gahan, 1894
- Ibidionidum jelineki Holzschuh, 1991
- Ibidionidum longithoracicum (Chiang, 1963)